# Mr. Lonely
Pour le film sorti en 2007, voir Mister Lonely.
Singles de Bobby Vinton
Clinging Vine
(1964) Dearest Santa
(1964)
Mr. Lonely est une chanson co-écrite et initialement enregistrée par le chanteur américain Bobby Vinton. Elle a été initialement publiée sur son album de 1962 Roses Are Red (en). La même année, elle est interprétée et publiée en single par Buddy Greco. Bobby Vinton sortira sa propre version de la chanson en single en 1964.

## Reprises et adaptations

### Reprises
En 2005, la chanson est « samplée » par le chanteur Akon dans sa chanson Lonely.

### Adaptations
En 1965, Johnny Hallyday, sur des paroles de Georges Aber enregistre la chanson Quand revient la nuit, adaptation française de Mr. Lonely. En 1975, le chanteur reprend le titre dans sa version originale, sur un 45 tours destiné au marché espagnol.

## Classements
| Classement (1964)                      | Meilleure position |
| -------------------------------------- | ------------------ |
| Australie (Kent Music Report)          | 5                  |
| Belgique (Flandre Ultratop 50 Singles) | 24                 |
| Canada (RPM Top 40 & 5)                | 1                  |
| États-Unis (Hot 100)                   | 1                  |

## Dans la culture populaire
On peut entendre la chanson dans le film d'animation Ninja Turtles: Teenage Years (2023).